# Kevin Abstract
Kevin Abstract, pseudonimo di Clifford Ian Simpson (Corpus Christi, 16 luglio 1996), è un rapper statunitense, ex membro dei Brockhampton.

## Biografia
Kevin Abstract ha fatto il suo debutto discografico con l'album in studio MTV1987, reso disponibile nel luglio 2014. Con Arizona Baby (2019), accolto positivamente dalla critica musicale, ha ottenuto i suoi primi esiti commerciali, facendo l'entrata al 53º posto nella Billboard 200.
Il 3 novembre 2023 viene pubblicato il suo quarto LP, intitolato Blanket.

## Discografia

### Da solista

#### Album in studio
- 2014 – MTV1987
- 2016 – American Boyfriend: A Suburban Love Story
- 2019 – Arizona Baby
- 2023 – Blanket

#### Singoli
- 2015 – Echo
- 2016 – Empty
- 2021 – Slugger (feat. Snot & Slowthai)
- 2021 – Sierra Nights (feat. Ryan Beatty)
- 2023 – Blanket
- 2024 – Tennessee (feat. Lil Nas X)
- 2024 – Once in a Lifetime
- 2025 – Geezer (con Dominic Fike)

### Brockhampton
- 2017 – Saturation
- 2017 – Saturation II
- 2017 – Saturation III
- 2018 – Iridescence
- 2019 – Ginger
- 2021 – Roadrunner: New Light, New Machine
- 2022 – The Family
- 2022 – TM